# Vannes
Vannes (in bretone: Gwened) è una città bretone formante comune francese di 54 420 abitanti nel 2021 situato nel dipartimento del Morbihan nella regione della Bretagna. Gli abitanti si chiamano Vannetais dal nome di un popolo celtico della Gallia (les Vénètes), citato da Giulio Cesare nei suoi diari sulle guerre galliche come popolo ribelle all'epoca della conquista romana della Gallia.

## Geografia fisica

### Territorio
Vannes è il capoluogo del dipartimento 56 (Morbihan), sede quindi di Prefettura. Vannes è posta al fondo di un grande golfo (il golfo di Morbihan), chiuso da una piccola imboccatura, costellato da 42 isole. Il mare chiuso (Morbihan in bretone significa "mare piccolo") favorisce un clima temperato assimilabile, per stabilità, a quello primaverile del Mar Mediterraneo.
Interessante la presenza nel golfo di Morbihan di forti correnti di marea. La marea, con massimi di circa 4 metri, condiziona tutta la vita attiva, soprattutto la manutenzione dei numerosi parchi ostreicoli. La navigazione nel golfo è pericolosa per le innumerevoli secche, peraltro ben segnalate. Nel golfo vi sono piccoli porti turistici (Port de Vannes, il maggiore, porto di Arradon, Port de Saint Goustan – il porto di Auray –, Port Navalo alla punta di Levante dell’imboccatura, Port de Saint Anne a Séné da dove partono per la terraferma tutte le produzioni di ostriche del golfo) e molte zone adibite all’attracco a corpo morto (mouillages in francese). I corpi morti più vicini alla costa, durante la bassa marea, possono essere scoperti dalle acque per cui spesso le barche hanno tutori laterali che le tengono dritte. Servizi regolari di traghetto uniscono Vannes alle isole e alle altre località del golfo. Da Vannes partono, per buona parte dell’anno, anche i traghetti per le isole oceaniche esterne al golfo: Belle Île, Île-d'Houat, Île de Groix.

### Clima
Il clima di Vannes è tipicamente oceanico, con estati fresche e inverni miti con una media di 920 mm di precipitazioni annuali.

## Storia
Vannes/Gwened, è stata fondata dai Veneti durante la loro lenta migrazione che li ha portati dall'Illiria (Anche se è più probabile una diffusione dei Veneti dall'Europa centrale, Civiltà di Lusazia) fin negli angoli più lontani dell'Europa occidentale. I Romani di Gaio Giulio Cesare nel I secolo a.C., una volta conquistata, le diedero il nome di Darioritum.

## Monumenti e luoghi d'interesse

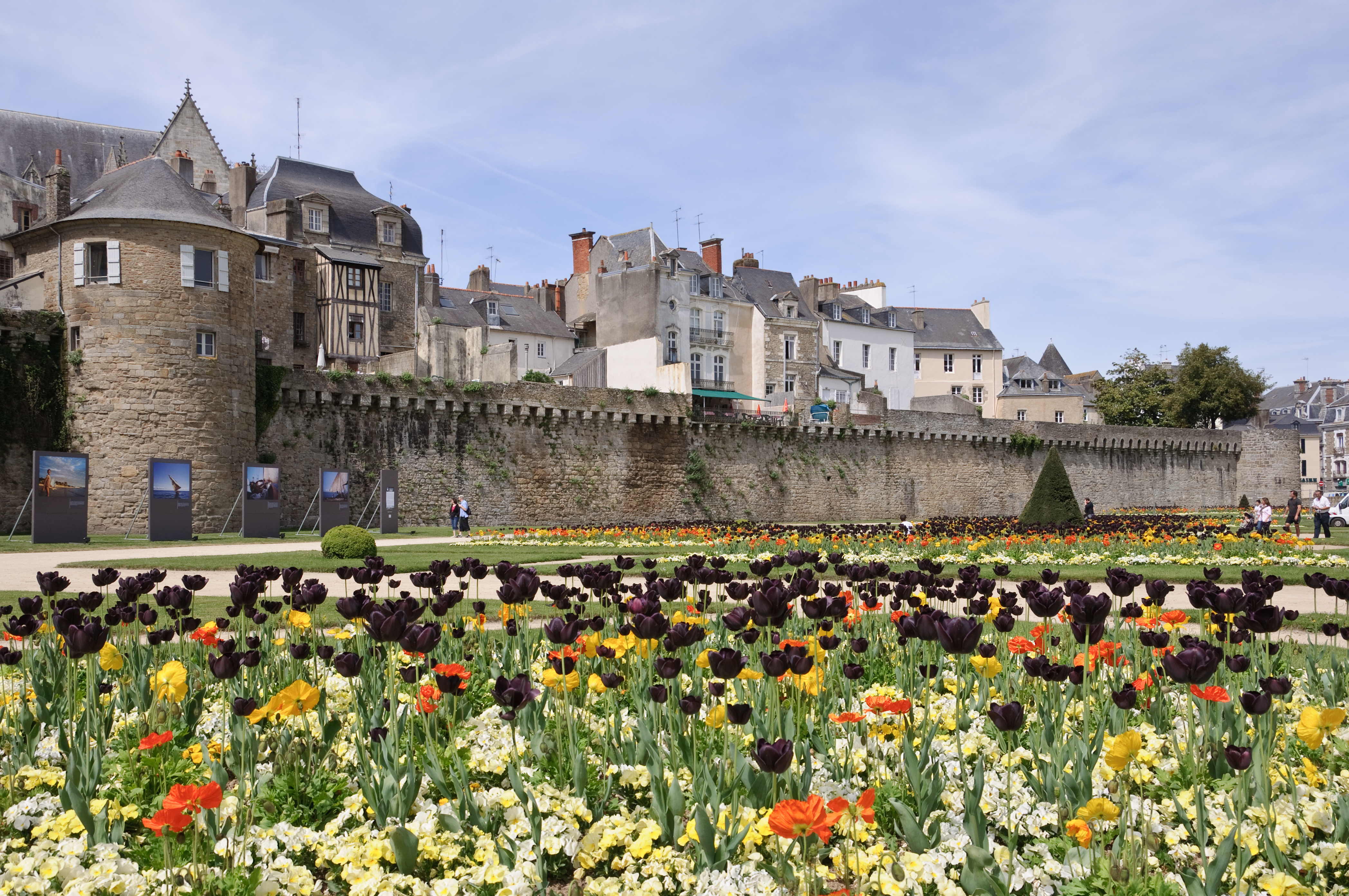
Vannes: mura della città

- La sede comunale, Hotel de ville:dicono che sia una piccola copia di quella parigina.
- La cattedrale di St. Pierre
- Il Museo archeologico.
- Acquario nel Parc du Golfe
- La chiesa di Saint-Paterne
- Le mura e il giardino della Garenne con i suoi lavatoi

Molto suggestivo è l'accesso dal porto al centro storico che avviene per la porta Saint Vincent. Immediatamente dopo la porta, sulla sinistra si scende al mercato coperto del pesce. Poco più avanti, sulla place du Poids Public è collocato, da tempo immemorabile, il mercatino all'aperto delle verdure (mercoledì e sabato, tutto l’anno); sulla stessa piazza si affacciano i negozi di tutti gli artigiani alimentari.

## Economia
La popolazione di Vannes, oltre 50 000 abitanti, è soprattutto dedita ad attività terziarie.

## Società

### Evoluzione demografica
Abitanti censiti

## Amministrazione

### Gemellaggi
- Mons, dal 1952
- Cuxhaven, dal 1963
- Fareham, dal 1967